# Oliarus maculifrons
Oliarus maculifrons är en insektsart som först beskrevs av Walker 1851.  Oliarus maculifrons ingår i släktet Oliarus och familjen kilstritar.
Artens utbredningsområde är Sierra Leone. Inga underarter finns listade i Catalogue of Life.